# Complexo Eólico de Osório

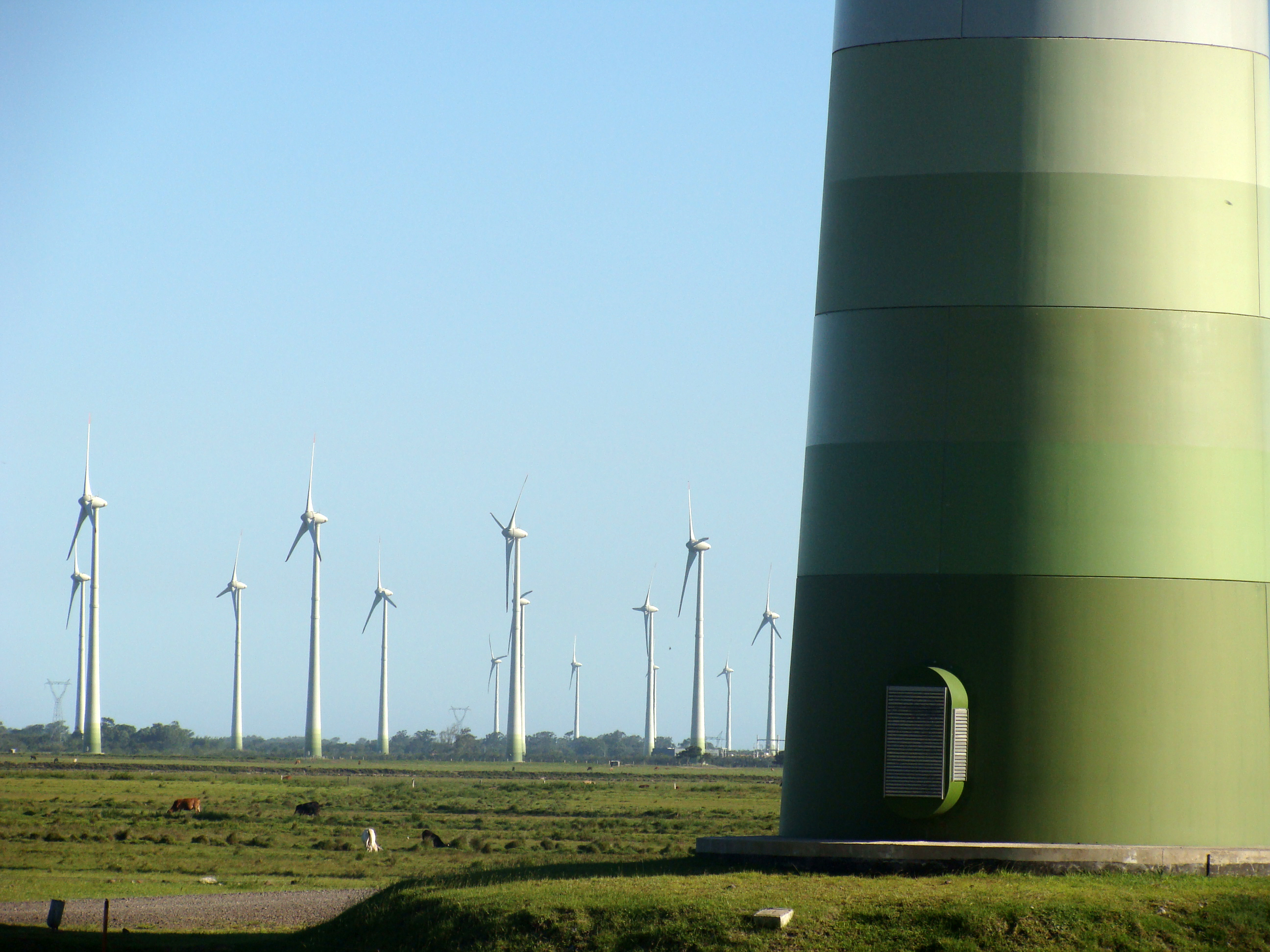
Vista aérea parcial do Parque Eólico de Osório em janeiro de 2007.

O Complexo Eólico de Osório é formado por nove parques de energia eólica no município de Osório, no Rio Grande do Sul, Brasil, com 150 aerogeradores de 2 MW. A capacidade total instalada é, portanto, 300 MW, sendo que a produção efetiva média é aproximadamente 51 MW (suficiente para uma cidade de 240 mil habitantes). É a segunda maior usina eólica da América Latina, desde de julho de 2012, quando foi superada pelo Complexo Eólico do Alto Sertão I, no sudoeste baiano.  As torres do parque podem ser vistas das auto-estradas BR-290 e RS-030 e de praticamente todos os bairros da cidade.

## Histórico
O parque foi construído em 15 meses; as primeiras 25 torres foram inauguradas em 2006, e o restante entrou em operação no ano seguinte. O custo da obra foi R$ 670 milhões, ou seja R$ 4,46 milhões por MW instalado e R$ 13,1 milhões por MW efetivo. O fator de capacidade da usina é 34%, superior à média mundial (30%). O parque consiste de três terrenos próximos (Osório, Índios e Sangradouro) com área total de 13.000 hectares (130 km²). Supondo que apenas 5% da área total seja permanentemente ocupada pelos equipamentos e instalações de serviço, o consumo de solo é 0,043 km² por MW instalado e 0,127 km² por MW efetivo.
A obra é um empreendimento da Ventos do Sul Energia, pertencente à espanhola Enerfin/Enervento (Grupo Elecnor) com 90%, à alemã Wobben Windpower (subsidiária da ENERCON GmbH) com 9% e à brasileira CIP Brasil, com 1%. O Banco Nacional de Desenvolvimento Econômico e Social (BNDES) financiou 69% do custo.

## Características

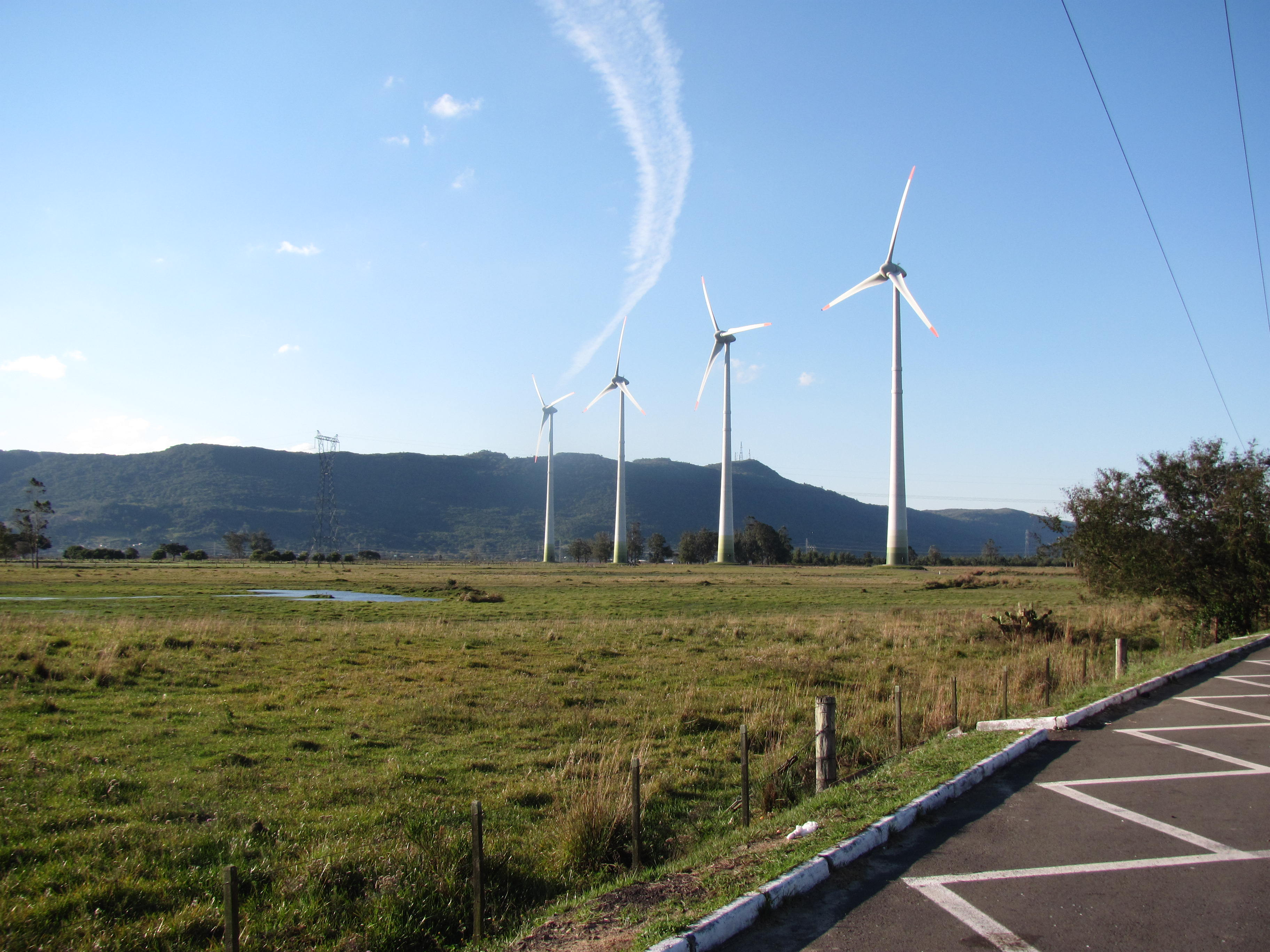
Algumas torres do Parque Eólico de Osório.

A área dos parques era originalmente de várzea parcialmente alagada, exigindo obras de drenagem, rebaixamento de lençol freático, terraplenagem e aterro. Para reduzir o impacto ambiental, foram preservados corredores de 1 km de largura entre as três áreas. As torres são servidas por 24 km de estradas internas ao parque.
O parque tem 75 torres geradoras, dispostas no terreno de Osório em uma única linha reta, e nos de Índios e Sangradouro em duas linhas paralelas, com espaçamento de 175 m entre as torres. Cada torre tem 98 metros de altura e 810 toneladas de massa; é formada por 24 segmentos de concreto pré-moldado e um de aço, construídos em Gravataí e montados no local. Cada torre está assentada em uma base de concreto de 430 m3 suportada por 32 estacas de 20 a 35 m de profundidade e 50 cm de diametro.
As hélices tem diâmetro de mais de 70 metros e atingem até 140 metros acima do solo. As pás das hélices, de 35 metros de comprimento, foram fabricadas em Sorocaba (SP) pela Wobben Windpower.
Os conjuntos geradores (Wobben Windpower modelo E-70/2000 KW) são importados. Cada conjunto tem massa de 100 toneladas e produz até de 2MW de potência em corrente contínua a 400 V, que é convertida na própria torre para corrente alternada de 34,5 kV. A energia é conduzida por cabos subterrâneos para uma subestação transformadora instalada no parque, que eleva a tensão a 230 kV para injeção na rede regional por uma linha de 8 km.